# Жемчужная улица (Новосибирск)
Жемчу́жная улица — улица в Советском районе Новосибирска, расположенная в верхней зоне Академгородка. Начинается от перекрёстка с улицей Мальцева и Морским проспектом, заканчивается, примыкая к Университетскому проспекту.
С юго-западной стороны улицу формирует лесной массив. Северо-восточная сторона улицы образована четырёхэтажными жилыми строениями (не считая трёхэтажного здания средней общеобразовательной школы), гаражными строениями, зданиями магазинов, кафе и киосками, расположенными возле остановки «Цветной проезд». От остановки «Цветной проезд» до Университетского проспекта улицу также формирует лесной массив.

## Организации
- Средняя общеобразовательная школа № 162 с углубленным изучением французского языка
- Клиника НИИТО
- ОртоСтиль, сеть ортопедических салонов

## Кафе
- Хан Буз, кафе бурятской и монгольской кухни
- Казан, кафе
- Кафе восточной кухни

## Транспорт
По улице проходят маршруты автобусов и маршрутных такси, на ней расположены две остановки наземного транспорта — Жемчужная и Цветной проезд.

## Известные жители
Ю. Б. Румер (1901—1985) — известный учёный, физик-теоретик.

## Галерея

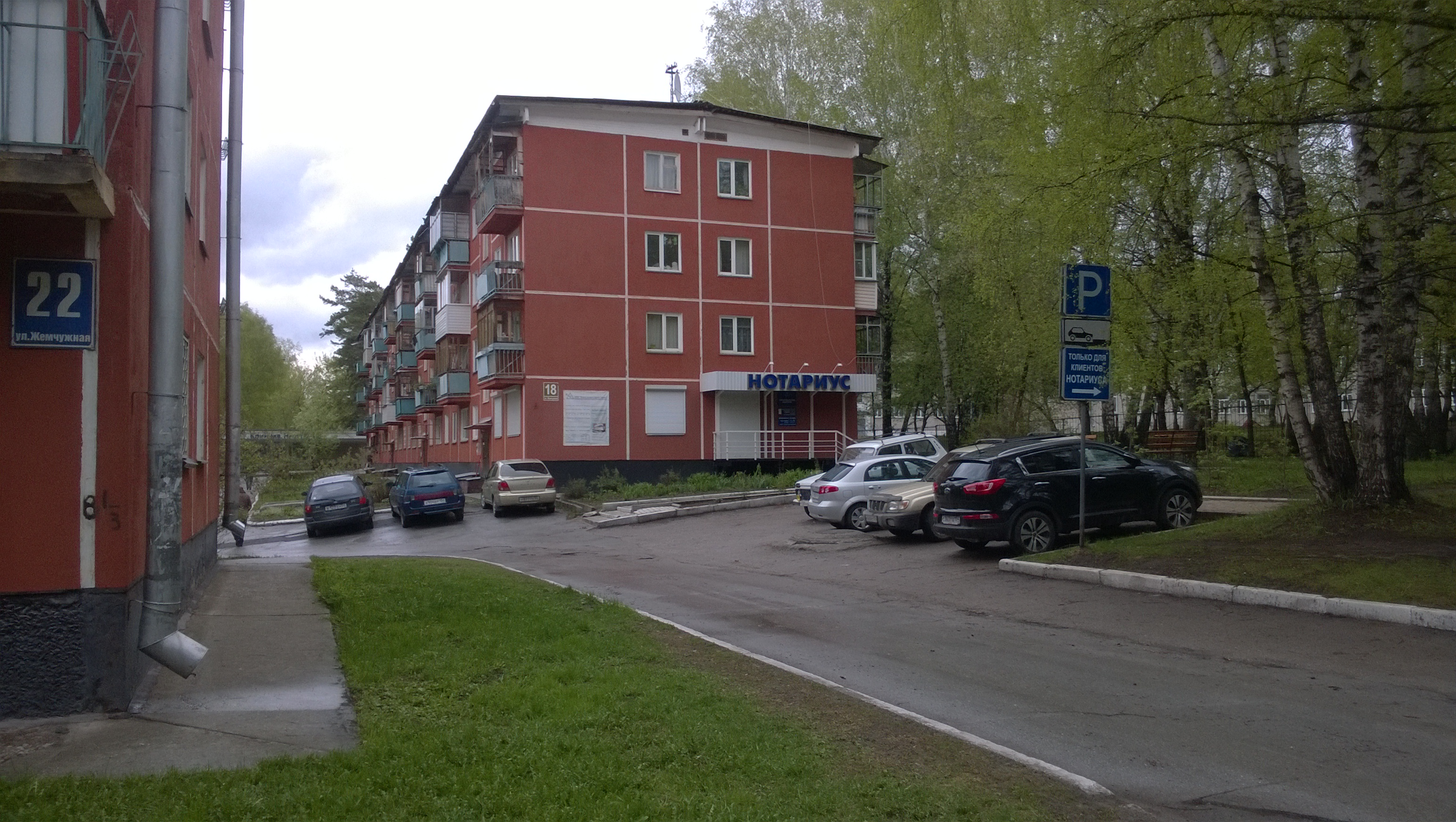
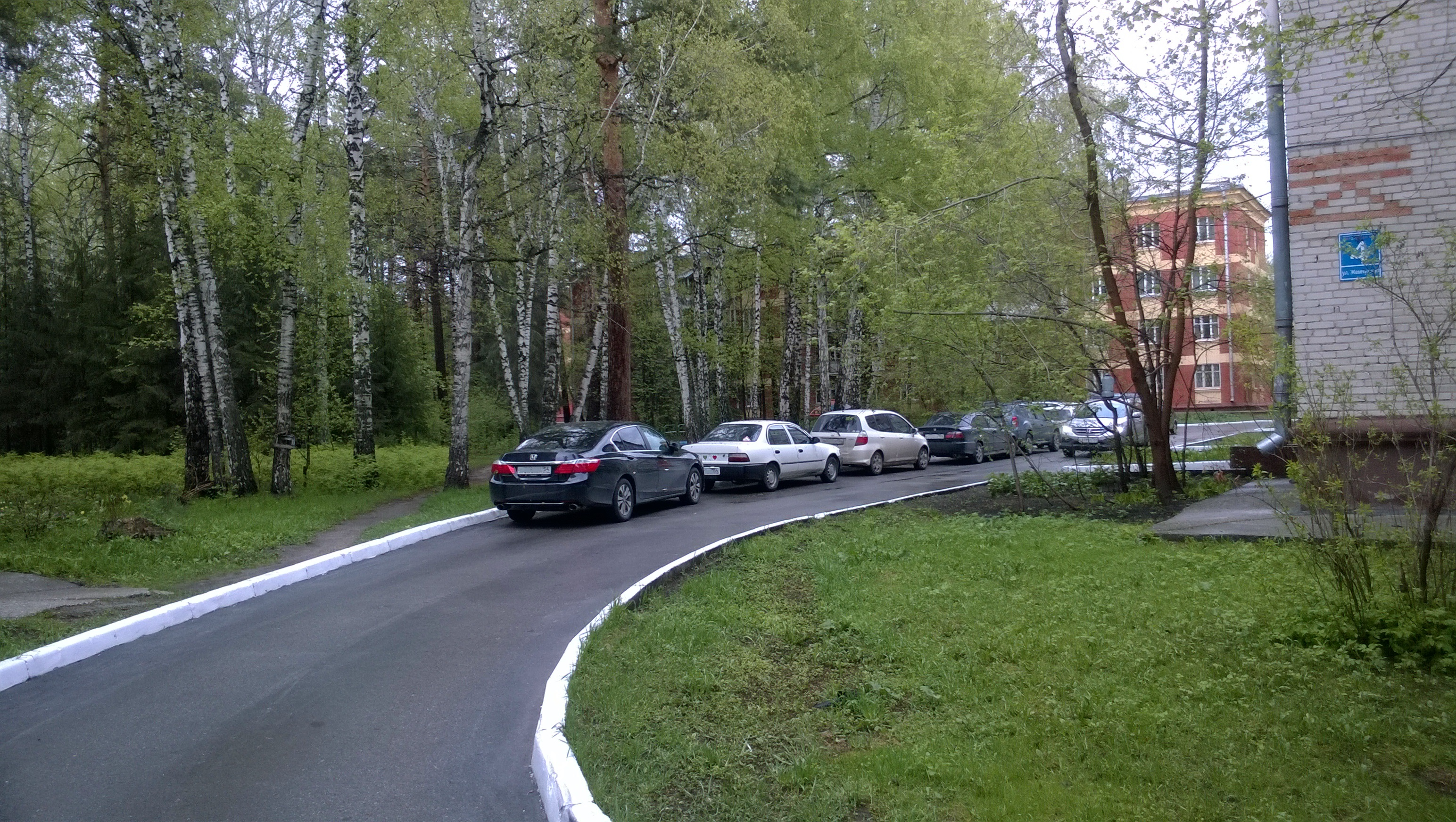
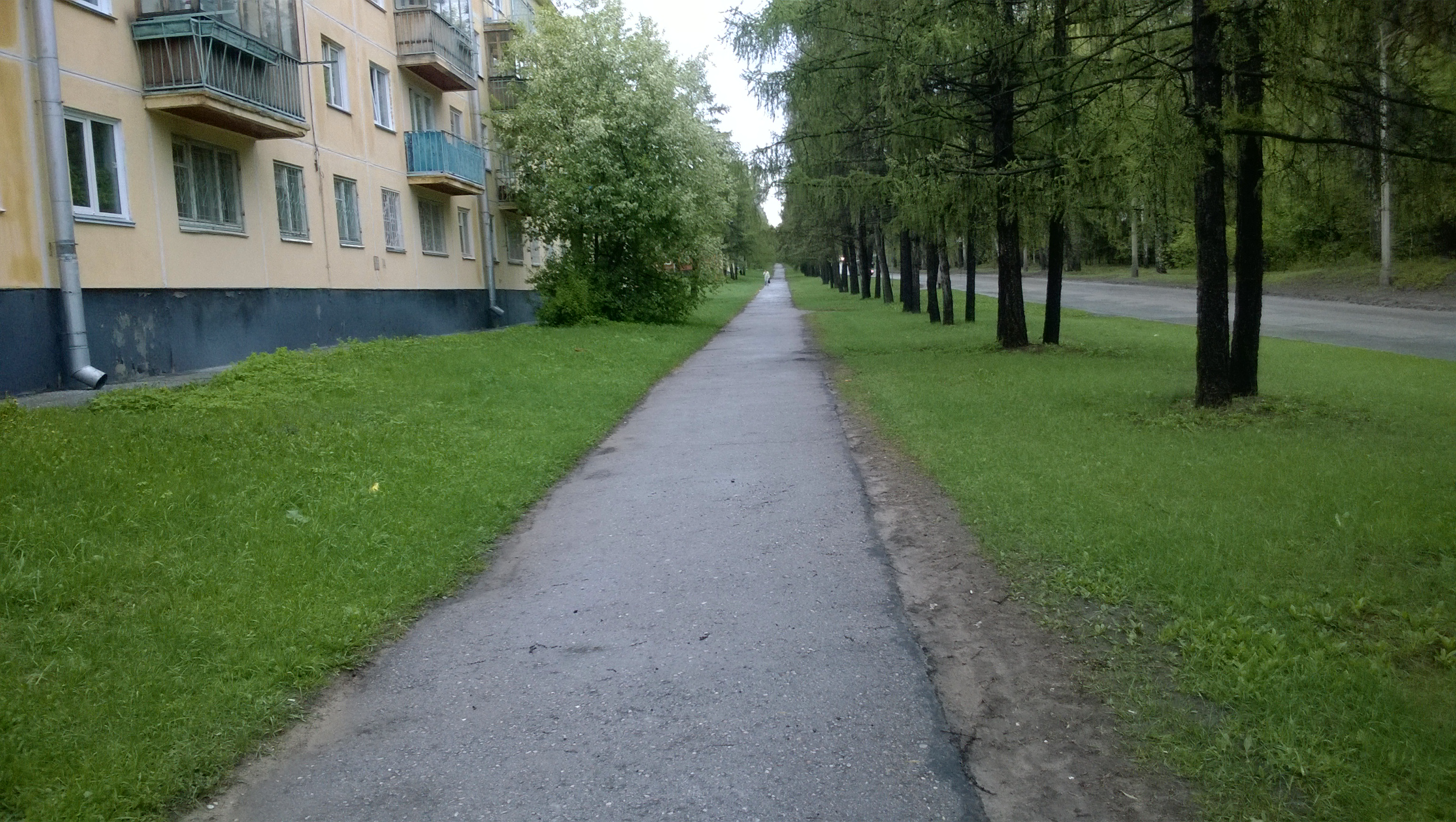
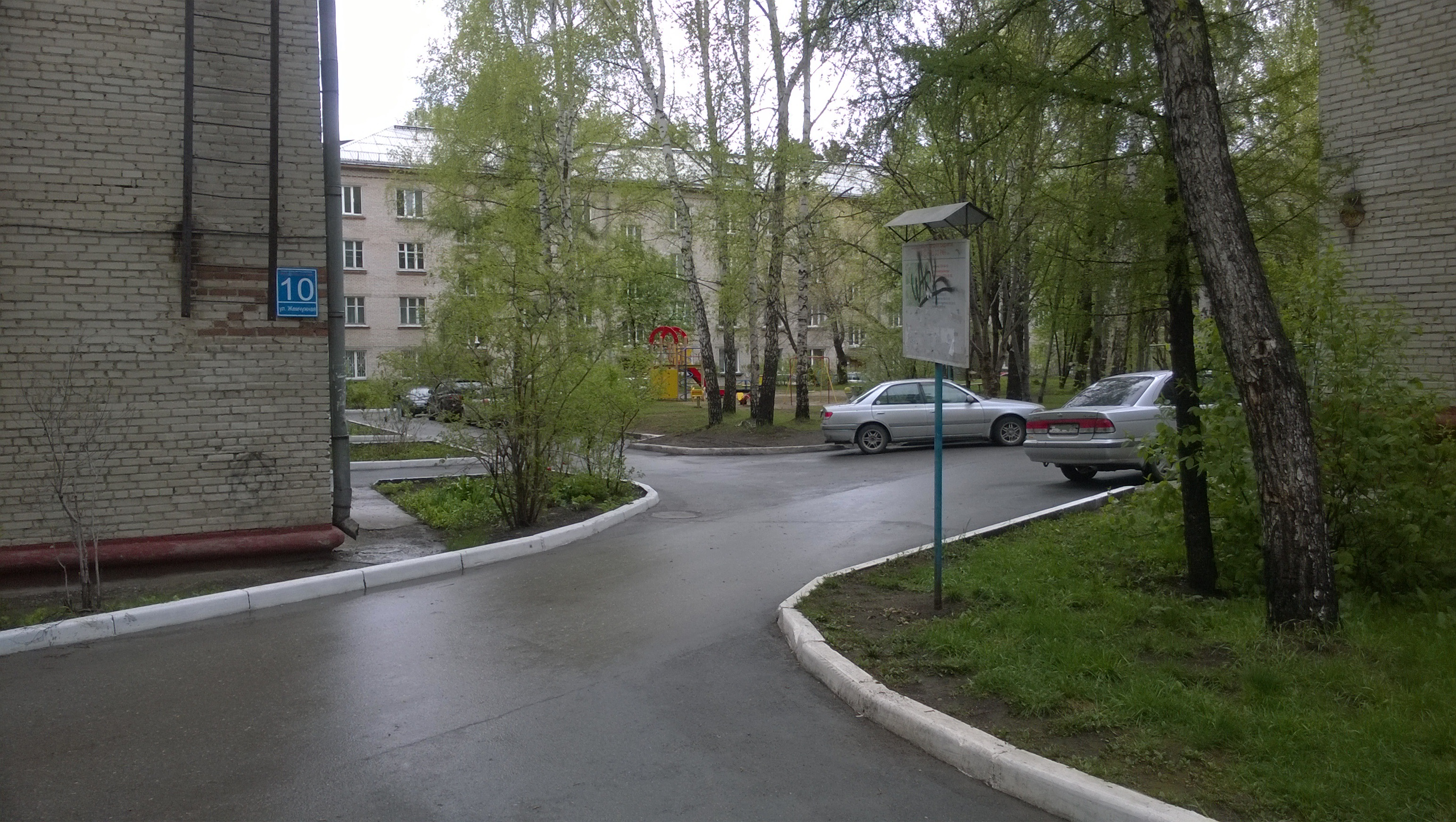
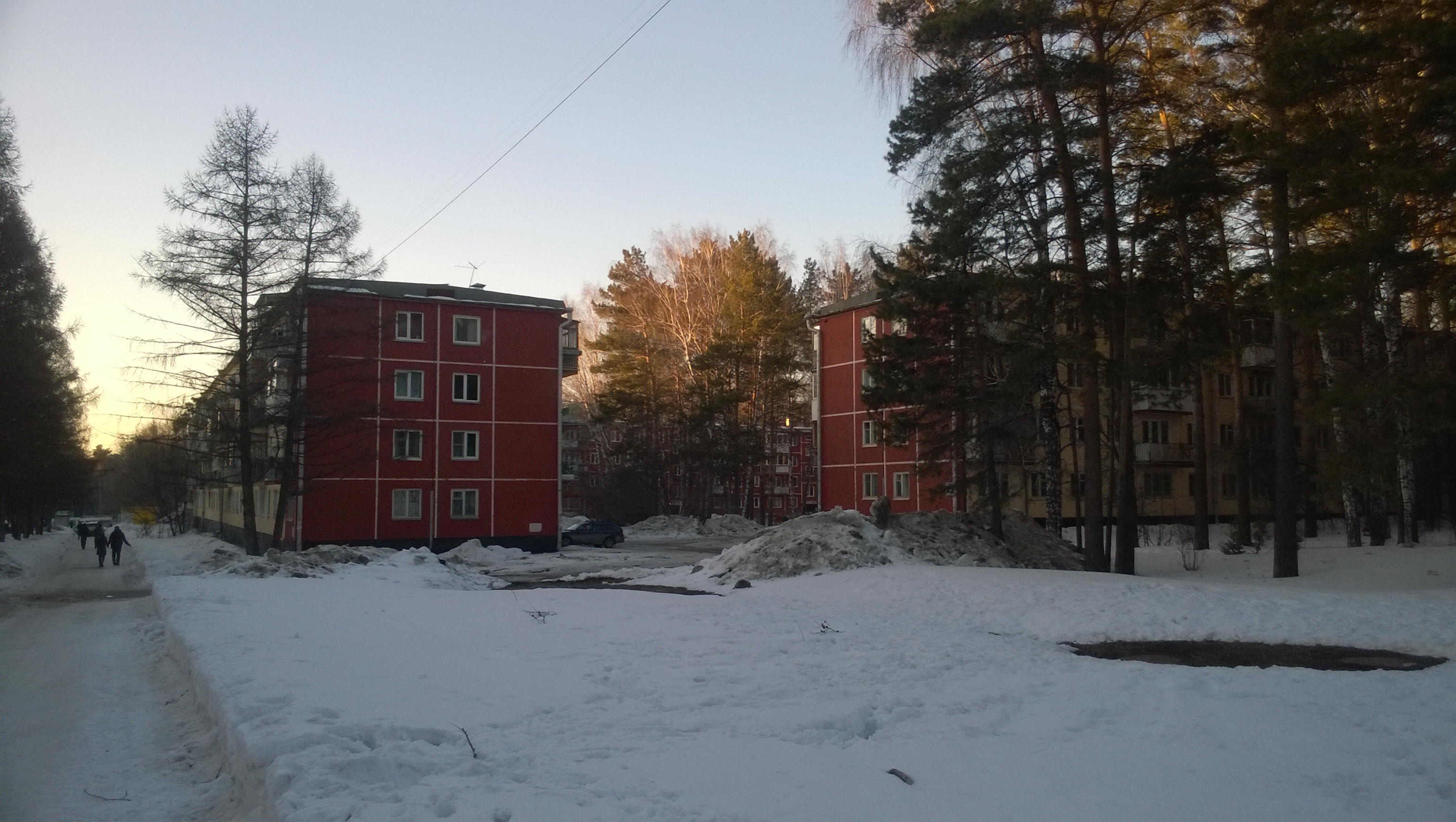